# Cantó de La Petite-Pierre
El cantó de La Petite-Pierre (alsacià Kanton Lítzelstain) és una antiga divisió administrativa francesa que estava situada al departament del Baix Rin i a la regió del Gran Est.
Al 2015 va desaparèixer i el seu territori va passar a formar part del cantó d'Ingwiller.

## Composició
El cantó de La Petite-Pierre aplega 20 comunes :
| Nom alsacià               | Nom francès      | Nom alemany    |
| Diefebàch                 | Tieffenbach      | Tieffenbach    |
| Erkertswiller             | Erckartswiller   | Erkartsweiler  |
| Eschburi / Eschburich     | Eschbourg        | Eschburg       |
| Frohmíl                   | Frohmuhl         | Frohmühl       |
| Hínschburi                | Hinsbourg        | Hinsburg       |
| Liechteburi / Leechtebäri | Lichtenberg      | Lichtenberg    |
| Lítzelstain / Lítzelstään | La Petite-Pierre | Lützelstein    |
| Lohr                      | Lohr             | Lohr           |
| Peterschbàch              | Petersbach       | Petersbach     |
| Pfàlzweier                | Pfalzweyer       | Pfalzweyer     |
| Bubert                    | Puberg           | Puberg         |
| Ripertswiller             | Reipertswiller   | Reipertsweiler |
| Rostai                    | Rosteig          | Rosteig        |
| Scheenburi / Scheenburich | Schœnbourg       | Schönburg      |
| Spàrschbàch               | Sparsbach        | Sparsbach      |
| Struth                    | Struth           | Struth         |
| Witerschwiller            | Weiterswiller    | Weitersweiler  |
| Wimmenau                  | Wimmenau         | Wimmenau       |
| Wínge                     | Wingen-sur-Moder | Wingen         |
| Zíttersche                | Zittersheim      | Zittersheim    |

## Història
| Data d'elecció | Identitat        | Partit | Qualitat |
| -------------- | ---------------- | ------ | -------- |
| 1982-          | Philippe Richert | UMP    |          |